# Plogastel-Saint-Germain
Plogastel-Saint-Germain (en bretó Plogastell-Sant-Jermen) és un municipi francès, situat a la regió de Bretanya, al departament de Finisterre. L'any 2006 tenia 1.768 habitants.

## Demografia
| 1962                                       | 1968  | 1975  | 1982  | 1990  | 1999  |  |
| ------------------------------------------ | ----- | ----- | ----- | ----- | ----- |  |
| 1.677                                      | 1.521 | 1.656 | 1.615 | 1.687 | 1.691 |  |
| Des de 1962: població sense dobles comptes |       |       |       |       |       |  |

## Administració
| Període   | Identitat          | Partit |
| --------- | ------------------ | ------ |
| 2001-2008 | Jean-Pierre Briant |        |
| 2008-     | Jocelyne Plouhinec |        |